# Maclaurin-Ungleichung
Die Maclaurin-Ungleichung (nach Colin Maclaurin) ist eine Aussage aus der Analysis, einem Teilgebiet der Mathematik. Sie verschärft die Ungleichung vom arithmetischen und geometrischen Mittel, die besagt, dass das arithmetische Mittel von endlich vielen positiven reellen Zahlen stets mindestens so groß ist wie ihr geometrisches Mittel, in Formeln
{\displaystyle {\frac {a_{1}+a_{2}+\ldots +a_{n}}{n}}\geq {\sqrt[{n}]{a_{1}a_{2}\cdots a_{n}}}}
für eine natürliche Zahl {\displaystyle n} und {\displaystyle a_{1},a_{2},\ldots ,a_{n}>0}. In der Verschärfung werden noch weitere Mittelwerte angegeben, die zwischen dem arithmetischen und geometrischen Mittel liegen, beispielsweise besagt die Ungleichung für drei Zahlen {\displaystyle x,y,z}
{\displaystyle {\frac {x+y+z}{3}}\geq {\sqrt {\frac {xy+yz+zx}{3}}}\geq {\sqrt[{3}]{xyz}}.}

## Aussage
Sei {\displaystyle n\in \mathbb {N} } und seien {\displaystyle a_{1},\ldots ,a_{n}} positive reelle Zahlen, und definiere
{\displaystyle S_{k}={\binom {n}{k}}^{-1}\sum _{1\leq i_{1}<\ldots <i_{k}\leq n}a_{i_{1}}\cdots a_{i_{k}},}
dann gilt
{\displaystyle S_{1}\geq S_{2}^{1/2}\geq \ldots \geq S_{n}^{1/n}.}
Bemerkung: {\displaystyle S_{1}} ist das arithmetische Mittel der Zahlen, {\displaystyle S_{n}^{1/n}} das geometrische Mittel. Der Zähler von {\displaystyle S_{k}} ist das elementarsymmetrische Polynom vom Grad {\displaystyle k} in {\displaystyle a_{1},\ldots ,a_{n}}.

## Beweis
Seien {\displaystyle n} und {\displaystyle a_{1},\ldots ,a_{n}} wie angegeben. Definiere die Abbildung {\displaystyle f\colon \mathbb {R} \to \mathbb {R} } durch {\displaystyle f(x):=(x+a_{1})\cdots (x+a_{n})}, diese lässt sich nach dem Satz von Vieta schreiben
als {\displaystyle f(x)=\sum _{k=0}^{n}{n \choose k}S_{k}\,x^{n-k}}.
Weil {\displaystyle f} eine Polynomfunktion ist, sind auch alle ihre Ableitungen Polynomfunktionen; für {\displaystyle m\in \mathbb {N} _{0}} mit {\displaystyle m\leq n} ist also {\displaystyle f^{(n-m)}(x)={\frac {n!}{m!}}\,(x+b_{1})\cdots (x+b_{m})}. Andererseits erhalten wir durch direkte Differentiation der Summendarstellung von {\displaystyle f}, dass {\displaystyle f^{(n-m)}(x)={\frac {n!}{m!}}\,\sum _{k=0}^{m}{\binom {m}{k}}\,S_{k}x^{m-k}}.
Nach dem Satz von Rolle sind {\displaystyle b_{1},\ldots ,b_{m}} auch alle positiv.
Wieder nach dem Satz von Vieta sind {\displaystyle b_{1}\cdots b_{m}=S_{m}} und {\displaystyle \sum _{i=1}^{m}{\frac {b_{1}\cdots b_{m}}{b_{i}}}=m\,S_{m-1}}.
Nach der AGM-Ungleichung ist {\displaystyle {\frac {m\,S_{m-1}}{m}}\geq (S_{m}^{m-1})^{1/m}} und schließlich {\displaystyle S_{m-1}^{1/(m-1)}\geq S_{m}^{1/m}}.